# Burg Kreuzau
Die Burg Kreuzau steht in Kreuzau oberhalb der Rur im Kreis Düren, Nordrhein-Westfalen.

## Geschichte
Die Wasserburg wurde nicht weit vom Übergang einer alten Römerstraße über der Rur erbaut. Möglicherweise hat an der Stelle der Burg bereits in römischer Zeit ein Haus gestanden.
Der Ritter Dietrich Schinnemann, ein mächtiger Vasall des Herzogs von Jülich scheint ein Mitglied der Familie von Ouwe gewesen zu sein, die als Burgherren bekannt sind. Er war der Ritter, der in der zweiten Hälfte des 13. Jahrhunderts zur Rebellion gegen Herzog Wilhelm I. von Jülich aufrief, weil dieser mit seiner autoritären Regierung die Rechte der Ritterschaft einschränkte. Dietrich Schinnemann verlor diese Fehde jedoch nach anfänglichen Erfolgen, und seine Burg Freialdenhoven wurde geschleift.
1384 gestattete der Herzog von Jülich seinem Lehnsmann Dietrich Schinnemann die Burg in Kreuzau mit allen Rechten an das Stift zum heiligen Evangelisten Johannes, das sich damals noch in Nideggen später in Jülich befand, für 2000 Goldgulden, zu verkaufen.
Nach den Schinnemans wurden bis zum Ende des 16. Jahrhunderts die von Walrave aus Köln Eigentümer des Anwesens. Durch Heirat wurde die Familie von Raesfeld Eigentümer. Auf Betreiben des deutschen Ritterordens wurde Burg Kreuzau 1653 gerichtlich abgeschätzt. Das Anwesen wurde auf rund 4600 Taler veranschlagt. 1658 verzogen die Besitzer aus Kreuzau.
Überraschend legte der Oberstleutnant Dietrich Adolf von Torck am 23. Februar 1668 den Kreuzauer Schöffen persönlich eine Schenkungsurkunde vor, durch die seine Verwandten Anna Stephana von Raesfeld, die Äbtissin des Stiftes Bocholtz war, ihm das Erbrecht auf die Burg übertrug.
Von Torck vollzog im Juli 1668 die Besitzergreifung. Danach verpachtete er die Burg. Damit waren die Lehnsherren in Jülich nicht einverstanden. Sie forderten die Burg zurück. Von Torck ließ daraufhin die gesamte Hauptburg in Kreuzau zerstören. Dabei ging der Offizier so gründlich vor, dass ein Wiederaufbau dieses Burgteils nicht lohnend erschien.
Am Abend des 10. Oktober überfiel von Torck die Burg gemeinsam mit drei bewaffneten Männern. Dechant und Stiftskellner wurden leicht verwundet. Nun platzte dem Kapitel in Jülich der Kragen, und es verklagte den Offizier, der nun ebenfalls gerichtlich Anspruch auf die Burg erhob. Als er jedoch die Höhe der auf ihn zukommenden Gerichtskosten erfuhr, gab er auf.
Das Stift Jülich sollte sich über den Besitz von Burg Kreuzau nicht lange freuen. Der älteste Sohn des Dietrich Adolf von Torck, Kaspar Jadokus, strengte beim Hofgericht in Düsseldorf einen Prozess wegen der Burg an, der 1701 zu seinen Gunsten entschieden wurde. Der vom Jülicher Stift eingesetzte Pächter Herbert Müller durfte allerdings das Anwesen weiter bewirtschaften. Die Burg blieb bis 1883 im Besitz derer von Torck. Damals erlosch die Familie mit Maria Franziska Wilhelmina.
Sie vermachte den Besitz ihrem entfernten Verwandten Wilhelm Jungbluth. Nach dessen Tod 1889 erbte sein Bruder Joseph Jungbluth das Anwesen, das er 1903 an Heinrich Arthur Hoesch verkaufte. 1931 erwarb Wilhelm Schmitz die Burg. Nach dem Tod des Ehepaares Schmitz beim Luftangriff auf Düren am 16. November 1944 erbten die beiden Töchter Dr. Trude Weis-Pfennig und Christel Jacobs das Anwesen gemeinsam. Burg Kreuzau wird heute landwirtschaftlich genutzt.
Burg Kreuzau ist jetzt ein rechteckiger, teilweise noch von trockenen Gräben umschlossener Wirtschaftshof aus Bruchstein. Das Wohnhaus gehört dem 17. bis 18. Jahrhundert an. Die Wirtschaftsgebäude sind unter Verwendung der alten Mauern verschiedentlich umgestaltet worden. Angeblich wurde auf den Grundmauern der von Oberstleutnant von Torck zerstörten Hauptburg in den Jahren 1906 und 1907 das nördliche Seitenschiff der Pfarrkirche St. Heribert erbaut.
Im Zweiten Weltkrieg wurde die Burg beschädigt, in der Folge bis auf das erste Stockwerk abgetragen und in ihrer heutigen Form erst wieder Anfang der 1970er rekonstruiert.